# Eutrichosoma
Eutrichosoma är ett släkte av steklar. Eutrichosoma ingår i familjen puppglanssteklar.
Kladogram enligt Catalogue of Life:
| Eutrichosoma | \| \| Eutrichosoma flabellatum \| \| \| \| \| \| Eutrichosoma mirabile \| \| \| \| |
|              | \| \| Eutrichosoma flabellatum \| \| \| \| \| \| Eutrichosoma mirabile \| \| \| \| |
|              | Eutrichosoma flabellatum                                                           |
|              |                                                                                    |
|              | Eutrichosoma mirabile                                                              |
|              |                                                                                    |